# Woodthorpe, North East Derbyshire
Woodthorpe var en civil parish från 1866 till 1935 då den blev en del av Wingerworth, Clay Cross och Tupton, i grevskapet Derbyshire, i England. Civil parish var belägen 6 km från Chesterfield och hade 250 invånare år 1931.